# Харис Сеферовић
Харис Сеферовић (Сурзе, 22. фебруар 1992) швајцарски је фудбалер. Тренутно игра за емиратски клуб Ал Васл, а наступа и за Фудбалску репрезентацију Швајцарске. Игра на позицији нападача.
Рођен је 22. фебруара 1992. Његова породица је из Санског Моста у Босни и Херцеговини. Они су се преселили у Швајцарску крајем 1980-их. Своју сениорску каријеру започео је 2009. у клубу Грасхопер. Тренутно игра за Бенфику. Од 2013. игра за Фудбалску репрезентацију Швајцарске за коју је дао 11 голова и одиграо 47 утакмица.

## Трофеји

### Бенфика
- Првенство Португалије (1) : 2018/19.
- Суперкуп Португалије (2) : 2017, 2019.

### Репрезентација Швајцарске
- Светско првенство до 17 (1) : 2009.